# ایواهونا
ایواهونا (به لاتین: Ivahona) یک منطقهٔ مسکونی در ماداگاسکار است که در بتروکا واقع شده‌است. ایواهونا ۷٬۰۰۰ نفر جمعیت دارد و ۸۱۹ متر بالاتر از سطح دریا واقع شده‌است.